# John Freeman (diplomático)
John Patrick George Freeman es un diplomático británico que se desempeñó como embajador del Reino Unido ante la República Argentina entre 2012 y 2016. Es el gobernador de las Islas Turcas y Caicos desde octubre de 2016.

## Carrera
Fue educado en el King's College de Londres, donde se graduó con un doctorado titulado «La política de control de armas nucleares de Gran Bretaña en el contexto de las relaciones anglo-americanas 1957-1968» en 1984. Posteriormente, se unió al Ministerio de Relaciones Exteriores y de la Mancomunidad de Naciones en 1986, sirviendo primero como Jefe de la Sección de Sudáfrica entre 1986 y 1989, y como jefe de la Sección Política en la Oficina de Berlín en la Embajada Británica en Alemania. Luego fue designado Alto comisionado Adjunto y consejero Económico y Comercial en Singapur, subjefe de la Dirección de Europa Oriental y Central y jefe de la Dirección de Coordinación de Seguridad, ambos cargos dentro del Ministerio de Relaciones Exteriores británico.
Ha sido Representante Permanente ante la Oficina de las Naciones Unidas en Viena entre 1997 y 2001, Representante Permanente Adjunto ante la OTAN y ante el Consejo del Atlántico Norte en Bruselas entre 2001 y 2004, y representante Permanente ante la Conferencia de Desarme entre 2004 y 2006 en Ginebra. Fue designado director general Adjunto de la Organización para la Prohibición de las Armas Químicas en La Haya entre 2006 y 2011.
Se ha desempeñado como profesor visitante en el King's College de Londres. Fue nombrado Compañero de la Orden de San Miguel y San Jorge (CMG) en los Honores de Año Nuevo 2016.
En cuanto a su vida personal, está casado y tiene dos hijos.

### Argentina
En junio de 2012 fue nombrado embajador ante la República Argentina en Buenos Aires y embajador no residente ante la República del Paraguay. Debido a que no hablaba español, debió tomar cursos acelerados en Argentina.
En marzo de 2013 el gobierno británico designó a Jeremy Hobbs como embajador residente en Asunción del Paraguay.
En 2015 participó de los eventos por el 150° aniversario de la colonia galesa en Chubut en Puerto Madryn y Trelew. Con la llegada de Mauricio Macri al poder, Freeman declaró las intenciones británicas de nuevas relaciones diplomáticas con Argentina.
Freeman dejó el cargo en 2016, siendo reemplazado temporalmente por Richard Barlow, encargado de negocios de la embajada británica.
Asumió sus funciones luego del 30° aniversario de la guerra de las Malvinas y durante una crisis diplomática entre ambos países. A raíz de la creación británica de la Tierra de la Reina Isabel en el Sector Antártico Argentino, Freeman recibió una nota de protesta por parte del gobierno argentino.
En abril de 2013 se refirió públicamente por primera vez sobre la cuestión Malvinas, mostrándose a favor de la autodeterminación de los kelpers. Su antecesora, Shan Morgan, no había hablado públicamente al respecto. Freeman en una entrevista con el periódico Buenos Aires Herald señaló que la cuestión se trata sobre personas, y no sobre «rocas».
En abril de 2015, una filtración de Edward Snowden reveló que el Reino Unido realizó actividades de espionaje hacia el gobierno argentino para que no recupere la soberanía islas Malvinas. Tras ello Freeman fue citado por la Cancillería Argentina. También fue citado por la militarización británica del archipiélago y la explotación de hidrocarburos que Argentina considera ilegal.